# Provinciale weg 278
Der Provinciale weg 278 ist Teil einer alten Römerstraße in West-Ost-Verbindung in der niederländischen Provinz Limburg und wurde im 19. Jahrhundert als Pflasterlandstraße angelegt. Er beginnt am belgischen Grenzübergang bei Maastricht, im Übergang der belgischen N79. Die N278  gehört zum Ring Maastricht und trifft hier auf den König-Willem-Alexander-Tunnel, führt am Netherlands American Cemetery and Memorial in Margraten vorbei, weiter nach Gulpen, Lemiers und Vaals bis an die deutsche Grenze. Hier beginnt die Bundesstraße 1. Streckenweise trägt sie den Namen Maastrichterlaan.

## LTM-Dampftram
Im frühen 20. Jahrhundert verlief zwischen Vaals und Maastricht auch eine Dampfstraßenbahn der Limburgsche Tramweg Maatschappij fast parallel zur Straße. In Cadier en Keer sowie zwischen Margraten und Gulpen folgte diese zwischen 1922 und 1938 im Zusammenhang mit den Steigungen eine andere Route. Heute ist kaum noch etwas von dieser Strecke zu sehen. In Vaals bestand Anschluss an die Linie 12 der Straßenbahn Aachen.

## Galerie

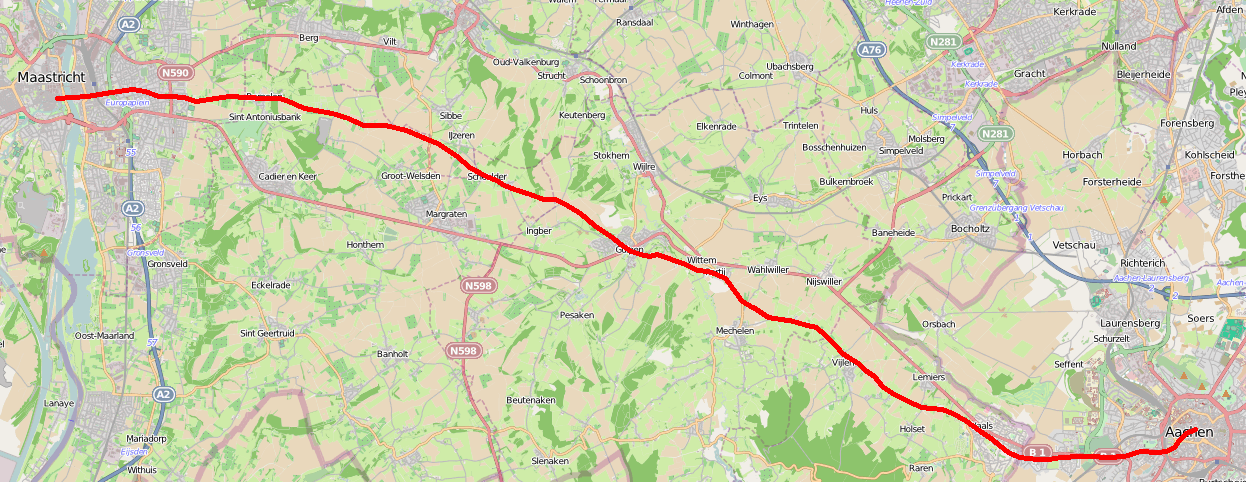
Alte Römerstraße Maastricht–Vaals–Aachen
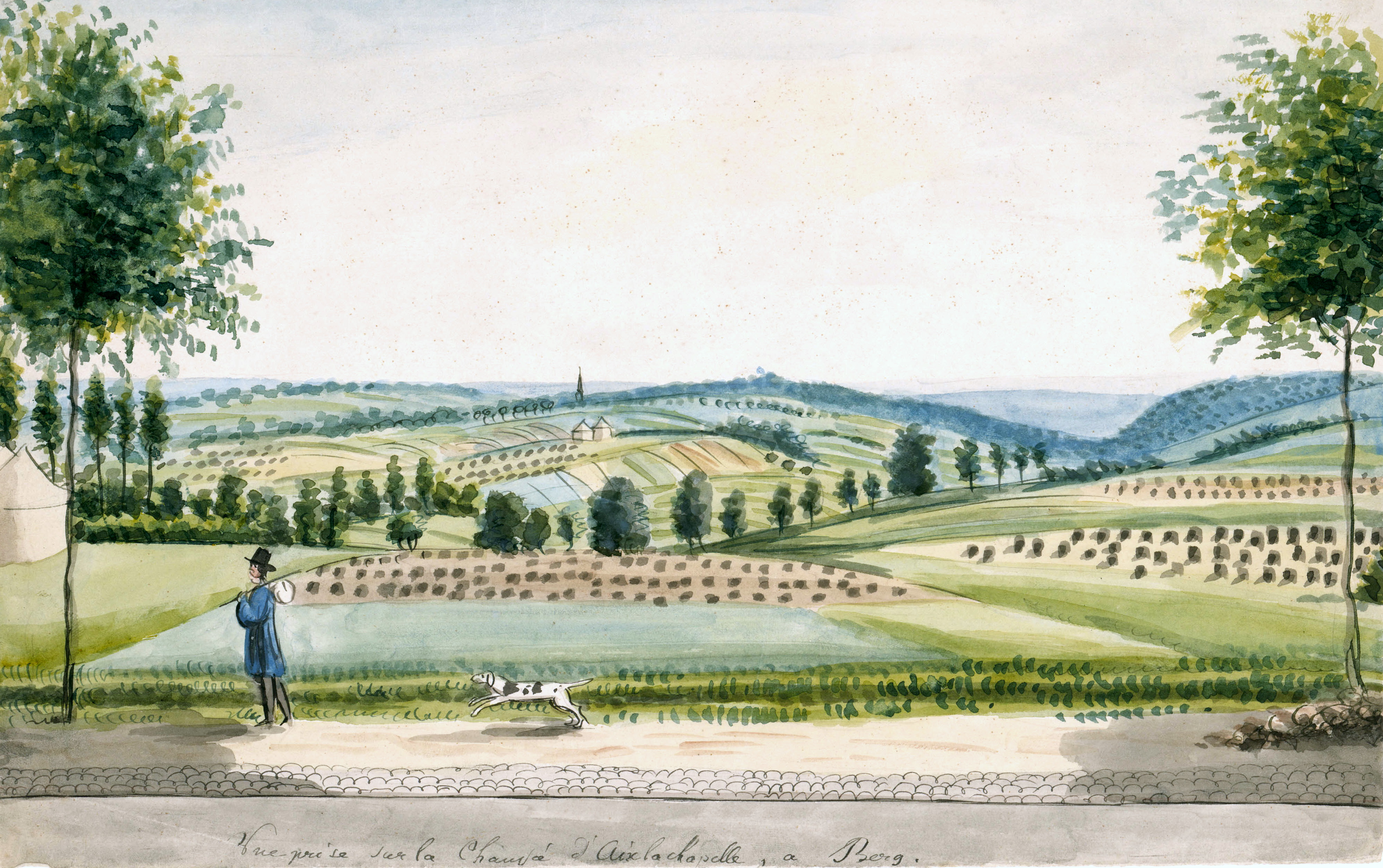
Gemälde von Philippe van Gulpen aus dem Jahr 1850. Der Steinweg nach Aachen wurde zwischen 1823 und 1828 angelegt.
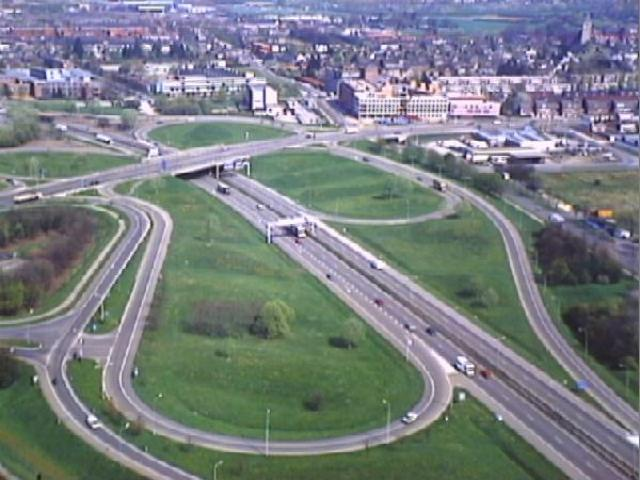
N278 am Autobahnkreuz Europlein in Maastricht bis zum Bau des König-Willem-Alexander-Tunnel
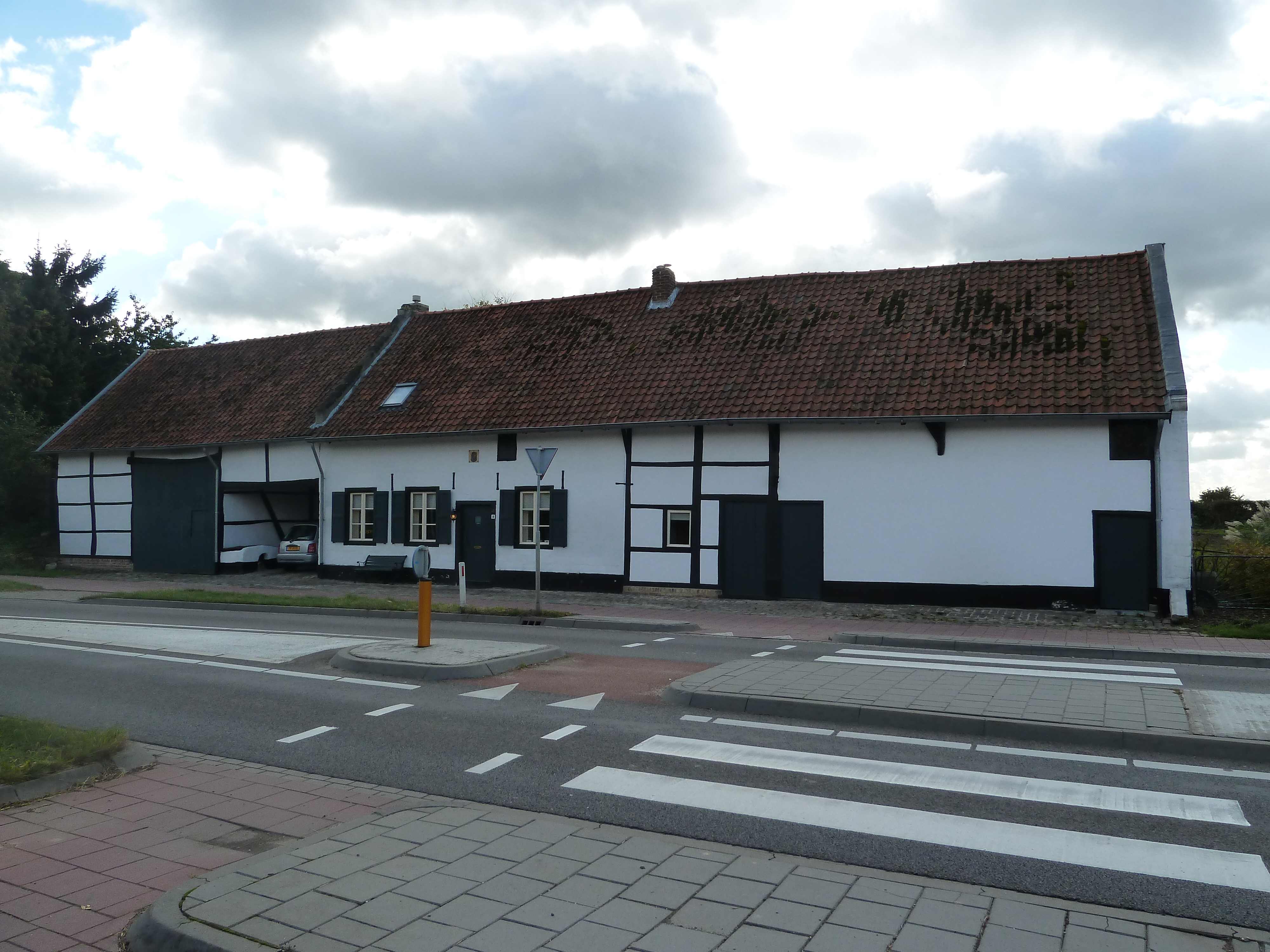
N278 in Cadier en Keer
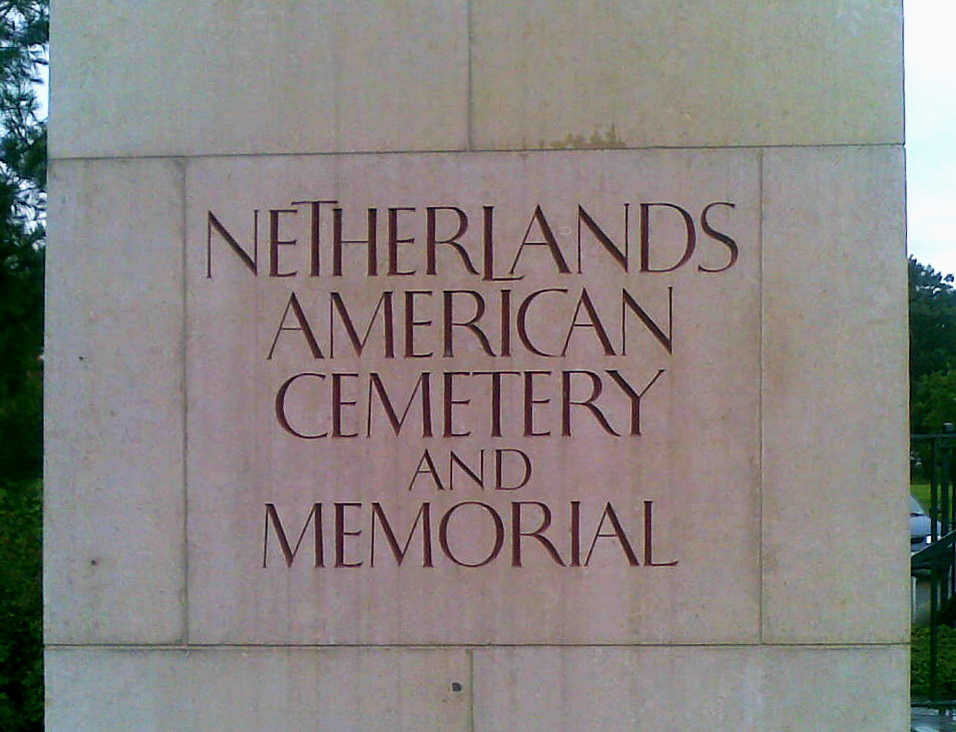
Einfahrt zum Soldatenfriedhof (Netherlands American Cemetery and Memorial)
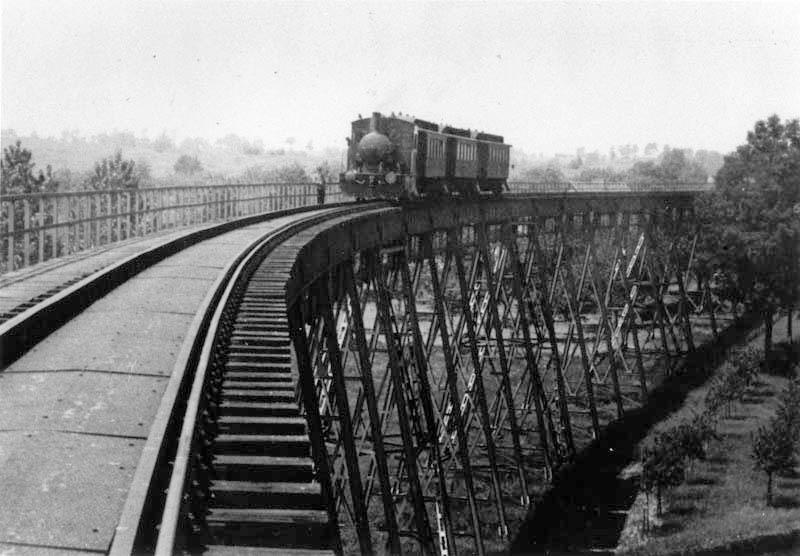
Gulpen,Viadukt mit LTM-Dampftram (1938)
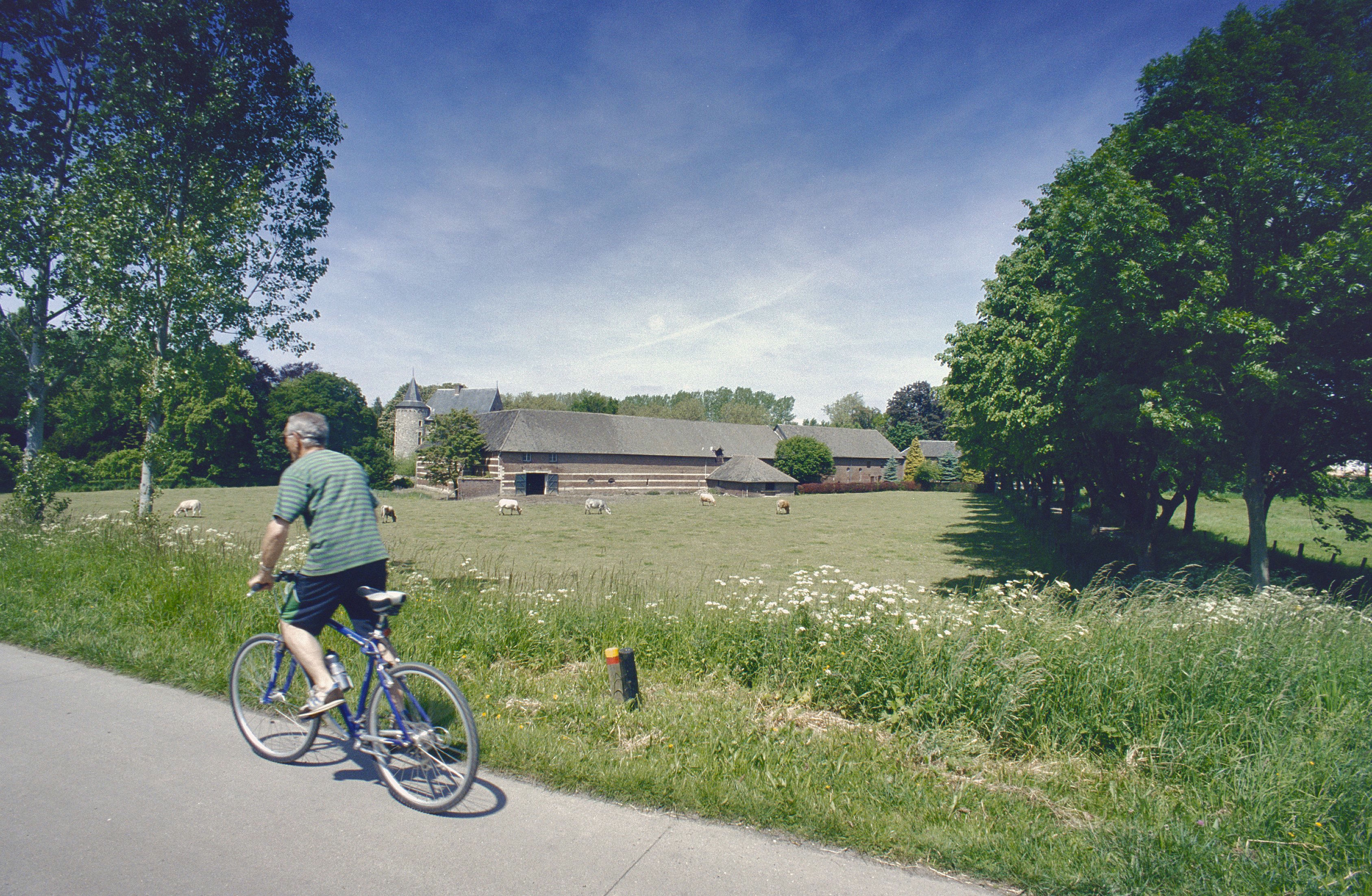
Fahrradweg entlang der N278 bei Wittem (2005)
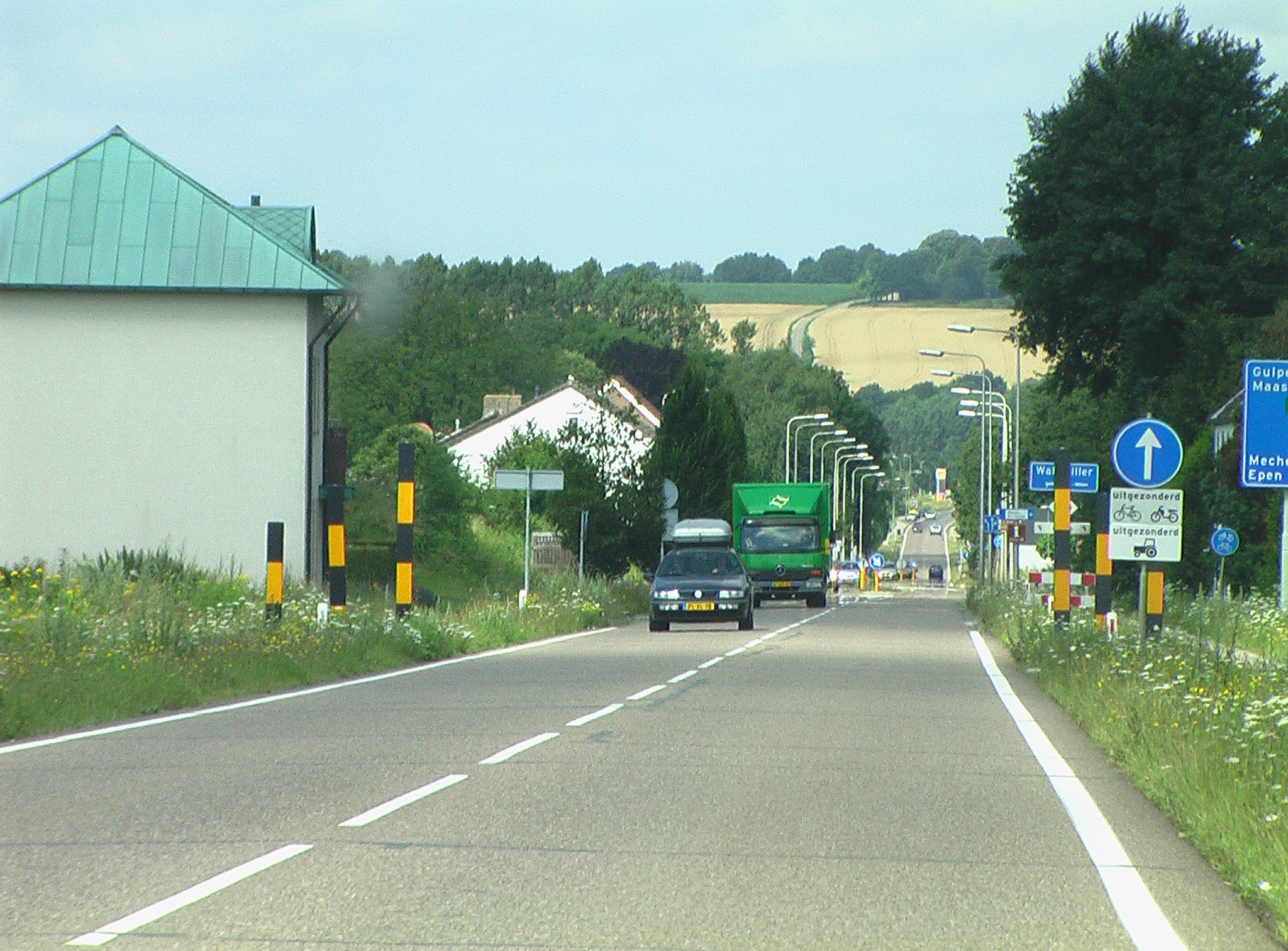
N278 bei Wahlwiller (2007)
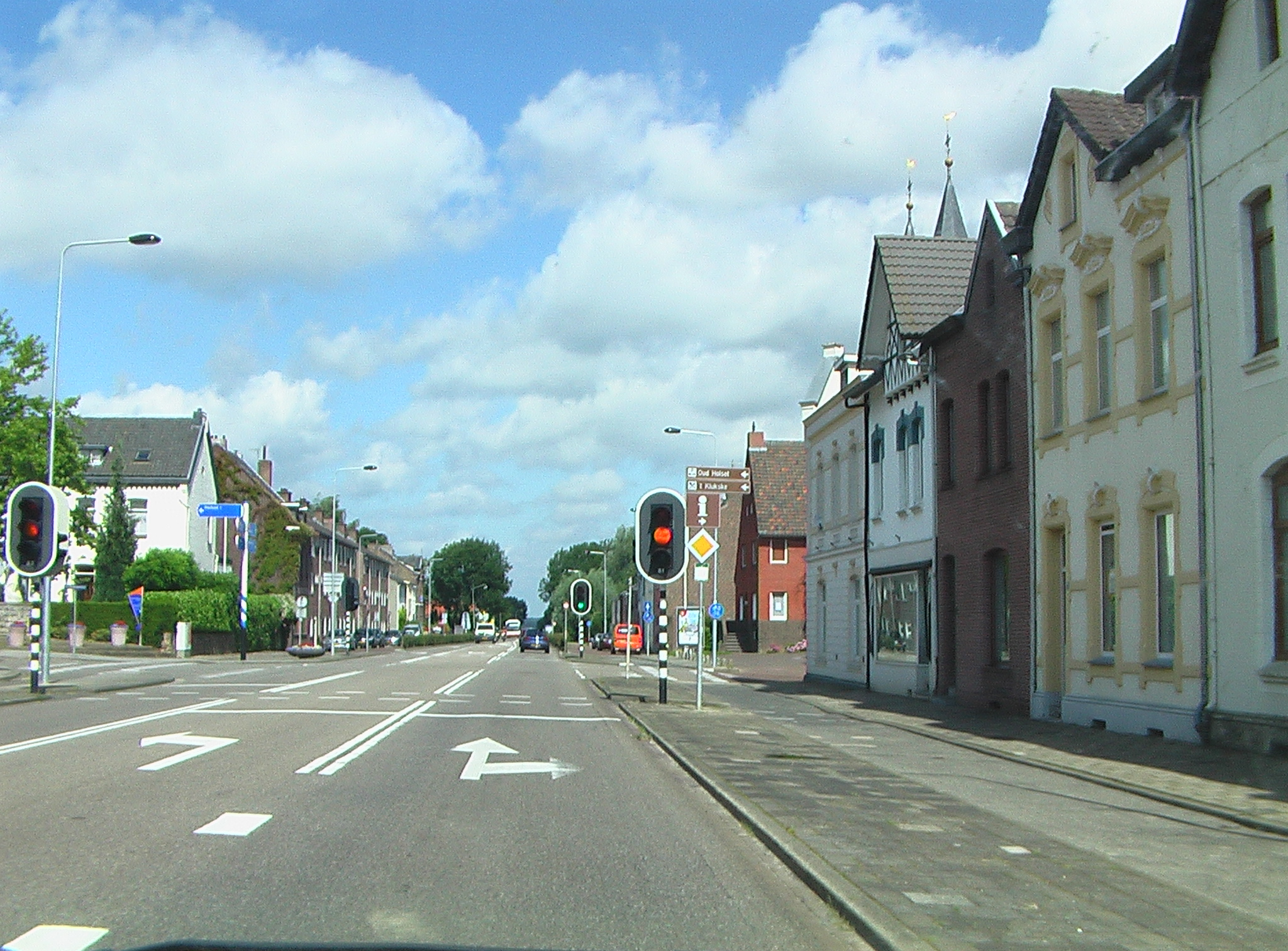
N278 bei Lemiers (2007)
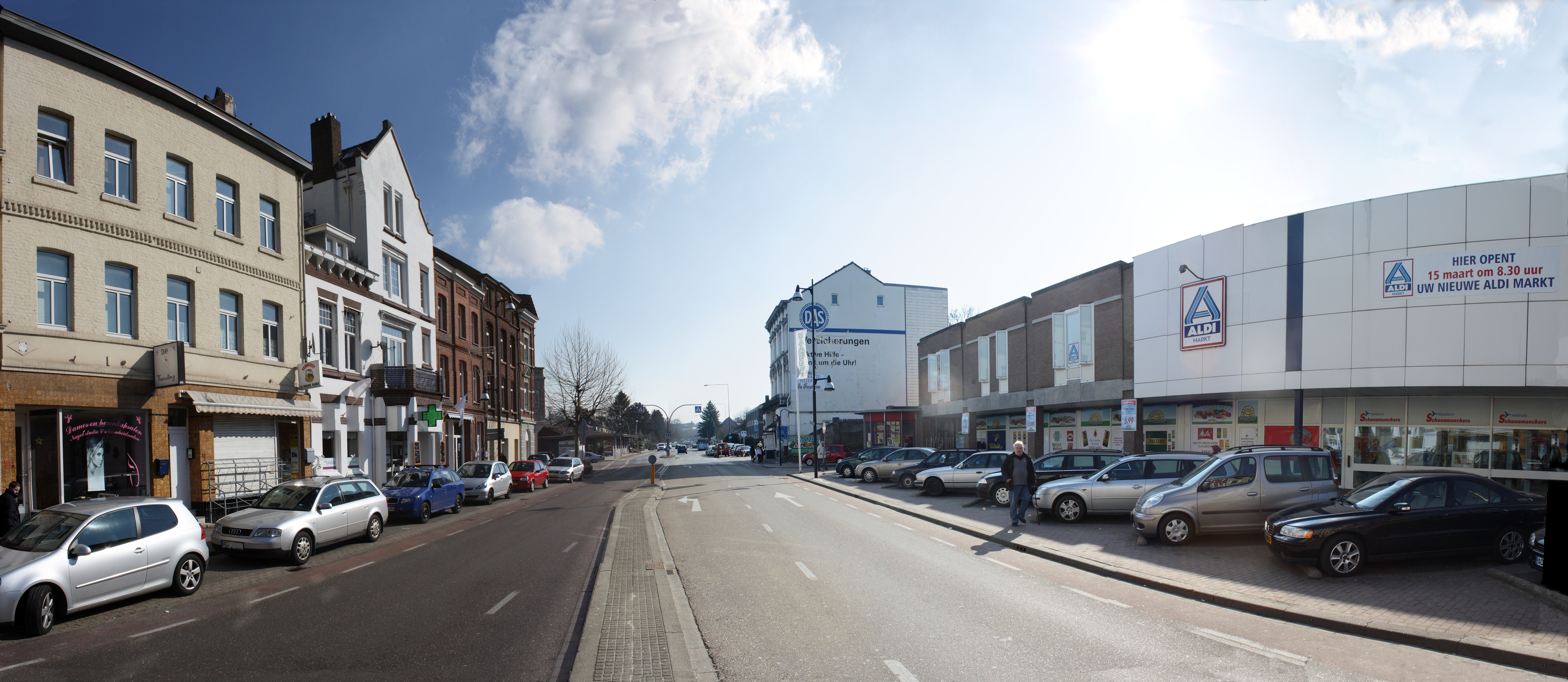
Provinciale weg 278 / B 1 Grenze Vaals – Aachen im Jahr 2010